# Ruta Estatal de California 113
La Ruta Estatal de California 113, y abreviada SR 113 (en inglés: California State Route 113) es una carretera estatal estadounidense ubicada en el estado de California. La carretera inicia en el Sur desde la SR 12     cerca de Río Vista hacia el Norte en la SR 99     cerca de Yuba City. La carretera tiene una longitud de 94,9 km (59 mi).

## Mantenimiento
Al igual que las autopistas interestatales, y las rutas federales y el resto de carreteras estatales, la Ruta Estatal de California 113 es administrada y mantenida por el Departamento de Transporte de California por sus siglas en inglés Caltrans.

## Cruces
La Ruta Estatal de California 113 es atravesada principalmente por la  I 80  I 5   cerca de Davis y Woodland.